# ザ・ブラック・ワルツ
ザ・ブラック・ワルツ (The Black Waltz)はフィンランドのメロディックデスメタルバンド、カルマ（カルマー）のアルバム。または、同アルバム中の曲名。
このアルバムから、キーボーディストがマルコ・スネックに代わっている。ベーシストがレデとなっているが、ティモ・レフティネンであり、交代したのではない。また、ペッカ･コッコのデスヴォイスが、今までより低音になった。

## 収録曲
1. ディフィート - Defeat
2. ビター・メタリック・サイド - Bitter Metallic Side
3. タイム・テイクス・アス・オール - Time Takes Us All
4. トゥ・ザ・ギャロウズ - To The Gallows
5. スヴィエリ・ドロガ - Svieri Doroga
6. ザ・ブラック・ワルツ - The Black Waltz
7. ウィズ・ターミナル・インテンシティ - With Terminal Intensity
8. マン・オブ・ザ・キング - Man Of The King
9. ザ・グローン・オブ・ウインド - The Groan Of Wind
10. マインドラスト - Mindrust
11. ワン・フロム・ジ・スタンズ - One From The Stands
12. ディス・モータル・コイル - This Mortal Coil （日本盤ボーナストラック：カーカスのカヴァー）

## 参加ミュージシャン
- ペッカ・コッコ Pekka Kokko - ボーカル・ギター
- アンティ・コッコ Antti Kokko - ギター
- レデ Lede - ベース
- マルコ・スネック Marco Sneck - キーボード
- ヤンネ・クスミン Janne Kusmin - ドラムス